# Paradorn Srichaphan
Paradorn Srichaphan (Khon Kaen, 14 de junho de 1979) é um ex-tenista profissional tailandês.
Considerado o maior tenista tailandês profissional de todos os tempos, foi Top 10 da ATP, é casado com a ex-miss universo Natalie Glebova.

## ATP Títulos

### Simples 11 (5-6)
| Legenda                |
| Grand Slam (0)         |
| Tennis Masters Cup (0) |
| ATP Masters Series (0) |
| ATP Tour (5)           |

| N. | Data          | Torneio                  | Piso     | Oponente           | Placar                |
| 1. | Agosto 2002   | Long Island, EUA         | Duro     | Juan Ignacio Chela | 5–7, 6–2, 6–2         |
| 2. | Outubro. 2002 | ATP de Estocolmo, Suécia | Duro (i) | Marcelo Ríos       | 6–7(2), 6–0, 6–3, 6–2 |
| 3. | Janeiro 2003  | Chennai, Índia           | Duro     | Karol Kučera       | 6–3, 6–1              |
| 4. | Agosto 2003   | Long Island, EUA         | Duro     | James Blake        | 6–2, 6–4              |
| 5. | Junho 2004    | Nottingham, Reino Unido  | Grama    | Thomas Johansson   | 1–6, 7–6(4), 6–3      |

### Simples (6 vices)
| N. | Data         | Torneio           | Piso     | Oponente        | Placar           |
| 1. | Janeiro 2002 | Chennai, Índia    | Duro     | Guillermo Cañas | 6–4, 7–6(2)      |
| 2. | Agosto 2002  | Washington, EUA   | Duro     | James Blake     | 1–6, 7–6(5), 6–4 |
| 3. | Julho 2003   | Indianapolis, EUA | Duro     | Andy Roddick    | 7–6(2), 6–4      |
| 4. | Janeiro 2004 | Chennai, Índia    | Duro     | Carlos Moyá     | 6–4, 3–6, 7–6(5) |
| 5. | Janeiro 2005 | Chennai, Índia    | Duro     | Carlos Moyá     | 3–6, 6–4, 7–6(5) |
| 6. | Outubro 2005 | Estocolmo, Suécia | Duro (i) | James Blake     | 6–1, 7–6(6)      |